# McDonald’s All-American
McDonald’s All-American — ежегодная показательная баскетбольная игра с участием лучших игроков старших классов средних школ США и Канады. Проводится после окончания школьного игрового сезона при спонсорской поддержке корпорации McDonald’s с 1977 года среди юношей и с 2002 года среди девушек в формате «сборная Запада против сборной Востока». Игры McDonald’s All-American способствуют развитию игровой карьеры ведущих школьников-баскетболистов, среди их участников — многочисленные будущие игроки НБА и ВНБА и члены Зала славы баскетбола.

## История
Игры McDonald’s All-American проводятся с 1977 года, когда сеть закусочных McDonald’s согласилась спонсировать их с целью популяризации своей торговой марки. Этому мероприятию предшествовала серия показательных матчей Capital Classic, в которых лучшие игроки школ округа Колумбия встречались со сборной сверстников из остальных регионов США. Её основатель Боб Гейган, а также тренеры Морган Вуттен и Джон Вуден обратились с предложением о спонсорстве к Бобу Биверсу, первому высокопоставленному чернокожему администратору в структуре McDonald’s, считая, что сотрудничество с этой компанией может послужить популяризации школьного баскетбола. В игре 1977 года сборная страны, составленная представителями компании, играла против сборной округа Колумбия, Мэриленда и Виргинии, а со следующего года игра приобрела постоянный формат, в котором встречаются сборные Востока и Запада. Уже первая игра нового формата собрала на стадионе в Филадельфии 13 тысяч зрителей.
С самого начала игры McDonald’s All-American способствовали популяризации игры и обеспечивая известность звёзд школьного баскетбола в доинтернетовскую эпоху. Уже в первые годы проведения участие в таких матчах способствовало развитию карьеры таких будущих баскетбольных звёзд как Ирвин (Мэджик) Джонсон (участник игры 1977 года) и Патрик Юинг (1981). География подбора игроков очень широка и включает не только США, но и, с начала 2010-х, годов Канаду. Наиболее широко к 2010 году были представлены школы Калифорнии (81 участник), за ней следовали штаты Нью-Йорк (63 игрока), Иллинойс и Виргиния (по 58). Первые четверть века игры проводились только между сборными юношей, первый всеамериканский матч между командами девушек состоялся в 2002 году. В 2004 году конкурс слэм-данков, сопровождающий игру, впервые выиграла девушка — Кэндис Паркер.

## Результаты

### Юноши
| Год  | Место проведения         | Команда-победитель | Счёт           | MVP                                |
| ---- | ------------------------ | ------------------ | -------------- | ---------------------------------- |
| 2023 | Хьюстон                  | Восток             | 109-106        | Ди Джей Вагнер, Айзейя Коллиер     |
| 2022 | Чикаго                   | Восток             | 105-81         | Дарик Уайтхед                      |
| 2021 | Не проводилась           | Не проводилась     | Не проводилась | Не проводилась                     |
| 2020 | Не проводилась           | Не проводилась     | Не проводилась | Не проводилась                     |
| 2019 | Атланта                  | Восток             | 115-100        | Коул Энтони                        |
| 2018 | Атланта                  | Запад              | 131-128        | Нассир Литтл                       |
| 2017 | Чикаго                   | Запад              | 109-107        | Майкл Портер — младший             |
| 2016 | Чикаго                   | Запад              | 114-107        | Джош Джексон, Фрэнк Джексон        |
| 2015 | Чикаго                   | Восток             | 111-91         | Шейк Диалло                        |
| 2014 | Чикаго                   | Запад              | 105-102        | Джастин Джексон, Джалил Окафор     |
| 2013 | Чикаго                   | Запад              | 110-99         | Аарон Гордон                       |
| 2012 | Чикаго                   | Запад              | 106-102        | Шабазз Мухаммад                    |
| 2011 | Чикаго                   | Восток             | 111-96         | Майкл Кидд-Гилкрист, Джеймс Макаду |
| 2010 | Колумбус                 | Запад              | 107-104        | Харрисон Барнс, Джаред Саллинджер  |
| 2009 | Корал-Гейблс, Флорида    | Восток             | 113-110        | Деррик Фейворс                     |
| 2008 | Милуоки                  | Восток             | 107-102        | Тайрик Эванс                       |
| 2007 | Луисвилл                 | Запад              | 114-112        | Майкл Бизли                        |
| 2006 | Сан-Диего                | Запад              | 112-94         | Чейз Бадингер, Кевин Дюрант        |
| 2005 | Нотр-Дам, Индиана        | Восток             | 115-110        | Джош Макробертс                    |
| 2004 | Оклахома-Сити            | Восток             | 126-96         | Дуайт Ховард, Джей Ар Смит         |
| 2003 | Кливленд                 | Восток             | 122-107        | Леброн Джеймс                      |
| 2002 | Нью-Йорк                 | Восток             | 138-107        | Джей Джей Редик                    |
| 2001 | Дарем, Северная Каролина | Запад              | 131-125        | Эдди Карри                         |
| 2000 | Бостон                   | Запад              | 146-120        | Зак Рэндольф                       |
| 1999 | Эймс, Айова              | Запад              | 141-128        | Джонатан Бендер                    |
| 1998 | Норфолк, Виргиния        | Восток             | 128-112        | Рон Карри                          |
| 1997 | Колорадо-Спрингс         | Восток             | 94-81          | Кенни Грегори                      |
| 1996 | Питтсбург                | Восток             | 120-105        | Шахин Холлоуэй                     |
| 1995 | Сент-Луис                | Запад              | 126-115        | Кевин Гарнетт                      |
| 1994 | Нью-Йорк                 | Восток             | 112-110        | Фелипе Лопес                       |
| 1993 | Мемфис                   | Восток             | 105-95         | Жак Вон, Джерри Стэкхауз           |
| 1992 | Атланта                  | Запад              | 100-85         | Отелла Харрингтон                  |
| 1991 | Спрингфилд, Массачусетс  | Запад              | 108-106        | Рик Брансон, Крис Уэббер           |
| 1990 | Индианаполис             | Восток             | 115-104        | Шон Брэдли                         |
| 1989 | Канзас-Сити, Миссури     | Запад              | 112-103        | Шакил О’Нил, Бобби Хёрли           |
| 1988 | Альбукерке               | Восток             | 105-99         | Алонзо Моурнинг, Билли Оуэнс       |
| 1987 | Филадельфия              | Восток             | 118-110        | Марк Мэйкон                        |
| 1986 | Детройт                  | Восток             | 104-101        | Джей Ар Рид                        |
| 1985 | Даллас                   | Восток             | 128-98         | Уокер Ламбиотт                     |
| 1984 | Лос-Анджелес             | Запад              | 131-106        | Джон Уильямс                       |
| 1983 | Атланта                  | Запад              | 115-113        | Уинстон Беннетт, Перл Вашингтон    |
| 1982 | Роузмонт, Иллинойс       | Запад              | 103-84         | Эфрем Уинтерс                      |
| 1981 | Уичито                   | Восток             | 96-95          | Эдриан Бранч, Обри Шеррод          |
| 1980 | Окленд                   | Запад              | 135-111        | Расселл Кросс                      |
| 1979 | Шарлотт                  | Восток             | 106-105        | Даррен Дэй                         |
| 1978 | Филадельфия              | Запад              | 94-86          | Руди Вудс                          |

## Список 35 величайших игроков
В 2012 году, в ознаменование 35-й годовщины игр McDonald’s All-American, организаторы опубликовали список 35 величайших игроков, входивших в число участников этих игр (жёлтым цветом выделены спортсмены, позднее включённые в список Зала славы баскетбола).
| Игрок                  | Год участия |
| ---------------------- | ----------- |
| Ирвин (Мэджик) Джонсон | 1977        |
| Кларк Келлог           | 1979        |
| Ральф Сэмпсон          | 1979        |
| Айзея Томас            | 1979        |
| Доминик Уилкинс        | 1979        |
| Джеймс Уорти           | 1979        |
| Сэм Перкинс            | 1980        |
| Гленн (Док) Риверс     | 1980        |
| Майкл Джордан          | 1981        |
| Крис Маллин            | 1981        |
| Патрик Юинг            | 1981        |
| Кенни Смит             | 1983        |
| Дэнни Мэннинг          | 1984        |
| Ларри Джонсон          | 1987        |
| Кристиан Леттнер       | 1988        |
| Алонзо Моурнинг        | 1988        |
| Шакил О’Нил            | 1989        |
| Бобби Хёрли            | 1989        |
| Грант Хилл             | 1990        |
| Гленн Робинсон         | 1991        |
| Джейсон Кидд           | 1992        |
| Джерри Стэкхауз        | 1993        |
| Кевин Гарнетт          | 1995        |
| Винс Картер            | 1995        |
| Пол Пирс               | 1995        |
| Коби Брайант           | 1996        |
| Джей Уильямс           | 1999        |
| Кармело Энтони         | 2002        |
| Амаре Стадемайр        | 2002        |
| Леброн Джеймс          | 2003        |
| Крис Пол               | 2003        |
| Дуайт Ховард           | 2004        |
| Тайлер Хэнсбро         | 2005        |
| Кевин Дюрант           | 2006        |
| Деррик Роуз            | 2007        |

В 2017 и 2022 годах к 40-й и 45-й годовщинам игр к списку были добавлены ещё по пять игроков.
| 2017           | 2017 |
| -------------- | ---- |
| Блэйк Гриффин  | 2007 |
| Джеймс Харден  | 2007 |
| Кевин Лав      | 2007 |
| Кайри Ирвинг   | 2010 |
| Энтони Дэвис   | 2011 |
| 2022           |      |
| Крис Уэббер    | 1991 |
| Рашид Уоллес   | 1993 |
| Чонси Биллапс  | 1995 |
| Джермейн О’Нил | 1996 |
| Крис Бош       | 2002 |